# 孫元
孫元，字從一，湖廣承宣布政使司承天府鍾祥縣（今湖北省鍾祥市）人，明朝政治人物、进士出身，明朝戶部尚書孫交之子。

## 生平
正德五年庚午科舉人，九年孫元登甲戌科三甲進士，初授温州府推官，十五年四月选授陕西道試监察御史。世宗继位，十六年十二月授翰林院編修，充《武宗实录》纂修官。嘉靖四年（1525年）六月以实录成，升浙江按察司佥事，八年八月升官至四川副使，十一年四月以父尚书孙交老病，乞归侍养。